# Лю Ван
Лю Ван (кит. упр. 刘旺, пиньинь Liú Wang; род. 25 марта 1969) — лётчик и космонавт Китайской Народной Республики, Космонавт-герой (2012).

## Биография
Родился 25 марта 1969 года в уезде Пинъяо провинции Шаньси. С 1988 года служит в Народно-освободительной армии Китая, лётчик ВВС. Служил командиром звена эскадрильи.
Старший полковник ВВС КНР. Член Коммунистической партии Китая (с 1988 года).

## Подготовка и космические полёт
5 января 1998 года был отобран отряд космонавтов для участия в космической программе Шэньчжоу.
Космонавт второго уровня отряда космонавтов НОАК. В марте 2012 года вошёл в состав экипажа космического корабля «Шэньчжоу-9» в качестве оператора орбитального модуля, ответственного за стыковку.
Свой первый космический полёт выполнил 16—29 июня 2012 года. 18 июня корабль «Шэньчжоу-9» был пристыкован к орбитальному модулю «Тяньгун-1» в автоматическом режиме, а 24 июня, после расстыковки, выполнена ручная стыковка, управлял которой Лю Ван.
Продолжительность полёта составила 12 суток 15 ч 25 мин 24 с.
В октябре 2012 года решением ЦК КПК, Госсовета КНР и Центрального военного совета космонавту Лю Вану присвоено почётное звание «Космонавт-герой», также он был награждён орденом «За заслуги в сфере космонавтики» III степени.
Статистика
| # | Стартовый корабль | Старт, UTC            | Экспедиция               | Корабль посадки | Посадка, UTC          | Налёт                      | Выходы в открытый космос | Время в открытом космосе |
| - | ----------------- | --------------------- | ------------------------ | --------------- | --------------------- | -------------------------- | ------------------------ | ------------------------ |
| 1 | Шэньчжоу-9        | 16.06.2012, 10:37 UTC | Шэньчжоу-9, Тяньгун-1(2) | Шэньчжоу-9      | 29.06.2012, 02:02 UTC | 12 суток 15 часов 25 минут | 0                        | 0                        |
|   |                   |                       |                          |                 |                       | 12 суток 15 часов 25 минут | 0                        | 0                        |